# Turdoides hypoleuca
Turdoides hypoleuca là một loài chim trong họ Leiothrichidae.